# Pteragogus aurigarius
Pteragogus aurigarius, tên thông thường trong tiếng Nhật là Ohaguro-bera, là một loài cá biển thuộc chi Pteragogus trong họ Cá bàng chài. Loài này được mô tả lần đầu tiên vào năm 1845.

## Từ nguyên
Từ định danh của loài có nguồn gốc từ auriga ("người đánh xe ngựa") trong tiếng Latinh (–ius: hậu tố chỉ tính từ), không rõ hàm ý đề cập đến điều gì, có lẽ là đề cập đến gai vây lưng thứ nhất và thứ hai vươn dài thành các sợi vây ở cá đực, được ví như roi của người đánh xe.

## Phạm vi phân bố và môi trường sống
P. aurigarius có phạm vi phân bố ở Tây Bắc Thái Bình Dương. Loài này được ghi nhận ở vùng biển phía nam Nhật Bản, mở rộng phạm vi về phía tây đến đảo Cheju (Hàn Quốc), và từ biển Nhật Bản trải dài xuống đảo Đài Loan và quần đảo Đông Sa. Loài này sống trên các rạn đá ngầm và trong các thảm tảo biển ở độ sâu khoảng từ 7 đến 20 m.

## Mô tả
P. aurigarius có chiều dài cơ thể tối đa được ghi nhận là 17 cm. Thời điểm sinh sản của loài này bắt đầu từ tháng 5 đến tháng 6 tại Hàn Quốc, khi nhiệt độ nước bắt đầu ấm lên.
Số gai ở vây lưng: 9; Số tia vây ở vây lưng: 11–12; Số gai ở vây hậu môn: 3; Số tia vây ở vây hậu môn: 9–10.
P. aurigarius được xem là một loài hải sản ở Nhật Bản và Hàn Quốc.